# Emil Backlund
Emil Sebastian Backlund, född 21 november 1983 i Ulricehamn, är en svensk före detta fotbollsspelare.

## Karriär
Backlund började spela fotboll i Ulricehamns IFK. 2000 gick han över till IF Elfsborgs juniorlag. Han gjorde tre inhopp för Elfsborg i Allsvenskan.
I Falkenberg spelade Backlund 40 matcher under två säsonger (2005-2006). Inför säsongen 2007 skrev han på för Jönköpings Södra IF.
Första halvan av 2009 spelade Backlund för division 2-klubben Tenhults IF. Under andra halvan av 2009 var Backlund i Singapore och studerade marknadsföring och ekonomi. 2010 skrev Backlund på ett tvåårskontrakt med Husqvarna FF.
Inför säsongen 2015 gick Backlund till division 4-klubben IF Väster. Han spelade 10 matcher och gjorde två mål under säsongen 2015.
Emil avslutade sin aktiva karriär med att spela futsal och tog SM-guld 2013, 2015 och 2016 med IFK Göteborg.